# 沖縄県の県道一覧
沖縄県の県道一覧（おきなわけんのけんどういちらん）は、沖縄県を通る県道の一覧である。

## 概要
沖縄県の県道はアメリカ統治時代の軍道（米軍が管理）および政府道（琉球政府が管理）が元になっており、路線番号は軍道や政府道のときの路線番号がほぼそのまま使われている（離島は路線名のみだったため、路線番号は復帰後につけられた）。本土の都道府県道とは異なり、主要地方道と一般県道の路線番号での区別がなされておらず、沖縄本島では路線番号がそのまま路線名となっている県道もある（復帰時に引き継いだ一般県道のみ）。そのため路線名の有無に関わらず2号線などの番号で呼ばれることが多い。
21世紀に入ってから、国管理の直轄国道（指定区間）に続いて、沖縄県管理の補助国道（指定区間外）とあわせて、起点や終点、国道や県道など幹線道路と交わる交差点などで案内標識とは別に距離や地点などを記した道路元標が設置されている。

## 県道一覧
沖縄県道は本土の都道府県道とは異なり、主要地方道と一般県道の路線番号での区別がなされていないため、本節では沖縄県道の路線番号を昇順に列挙した（太字は主要地方道、斜字は廃止された路線）。

### 1 - 100
- 1 （欠番）復帰前の旧軍道・政府道1号線がそのまま国道58号となったため、県道1号線が存在していた時期はない。
- 2 沖縄県道2号線
- 3 沖縄県道3号線
- 4 沖縄県道4号線（1982年に主要地方道・沖縄県道80号東大宜味線昇格で廃止、さらに1993年に国道331号に昇格・編入）
- 5 沖縄県道5号線（1993年に廃止、北半分は沖縄県道241号宜野湾南風原線、南半分は主要地方道・沖縄県道86号南風原知念線に変更）
- 6 沖縄県道6号線
- 7 沖縄県道7号奥武山米須線
- 8 沖縄県道8号線
- 9 沖縄県道9号線
- 10 沖縄県道10号伊計平良川線
- 11 沖縄県道11号線
- 12 沖縄県道12号線
- 13 沖縄県道13号線
- 14 沖縄県道14号線
- 15 沖縄県道15号線
- 16 沖縄県道16号線
- 17 沖縄県道17号線
- 18 沖縄県道18号線
- 19 （欠番）
- 20 沖縄県道20号線
- 21 （欠番）
- 22 沖縄県道22号線
- 23 沖縄県道23号沖縄北谷線
- 24 沖縄県道24号線
- 25 （欠番）
- 26 沖縄県道26号線
- 27 沖縄県道27号線（1984年に廃止。旧センター通り（現在の中央パークアベニュー）と一部の区間は沖縄市に移管、残りは沖縄県道228号（現85号）沖縄環状線に編入）
- 28 沖縄県道28号線
- 29 沖縄県道29号那覇北中城線
- 30 沖縄県道30号線（1982年に主要地方道・沖縄県道81号宜野湾北中城線昇格で廃止）
- 31 沖縄県道31号線（1993年に廃止。平安名～屋慶名は主要地方道・沖縄県道10号伊計平良川線、残りは沖縄県道239号与那城具志川線に変更）
- 32 沖縄県道32号線
- 33 沖縄県道33号具志川前原線（2013年8月20日路線認定[1]、1996年までは沖縄県道33号線、1996年～2013年は沖縄県道33号具志川沖縄線で廃止された区間はうるま市と沖縄市に移管。[2]）。
- 34 沖縄県道34号宜野湾西原線（1985年までは沖縄県道34号線だった）
- 35 沖縄県道35号線
- 36 沖縄県道36号線
- 37 沖縄県道37号線
- 38 沖縄県道38号浦添西原線
- 39 沖縄県道39号線（大部分が国際通り）
- 40 沖縄県道40号線（1993年に廃止。那覇市内は主要地方道・沖縄県道29号那覇北中城線、南風原～与那原は沖縄県道240号南風原与那原線に変更）
- 41 沖縄県道41号線（1980年の路線再編で沖縄県道221号那覇内環状線に編入され廃止）
- 42 沖縄県道42号線
- 43 沖縄県道43号線
- 44 （欠番）
- 45 沖縄県道45号線（1980年の路線再編で沖縄県道222号真地久茂地線（現在の沖縄県道222号真地泉崎線）に編入され廃止）
- 46 沖縄県道46号線
- 47 沖縄県道47号線
- 48 沖縄県道48号線
- 49 沖縄県道49号線
- 50 沖縄県道50号線
- 51 （欠番）
- 52 沖縄県道52号線
- 53 （欠番）
- 54 沖縄県道54号線
- 55 - 61 （欠番）
- 62 沖縄県道62号線
- 63 - 67 （欠番）
- 68 沖縄県道68号線（2017年に沖縄県道256号豊見城糸満線に編入され廃止）
- 69 （欠番）
- 70 沖縄県道70号国頭東線（1993年春までは名護国頭線だったのを国道331号編入に伴う路線短縮で現路線名に変更）
- 71 沖縄県道71号名護宜野座線（1993年春まではこの番号が本部循環線だったのを路線名と区間を変更。本部循環線は91に番号変更）
- 72 沖縄県道72号名護運天港線
- 73 沖縄県道73号石川仲泊線
- 74 沖縄県道74号沖縄嘉手納線
- 75 沖縄県道75号沖縄石川線
- 76 沖縄県道76号那覇具志頭線（1993年に国道507号昇格で廃止）
- 77 沖縄県道77号糸満与那原線
- 78 沖縄県道78号平良城辺線
- 79 沖縄県道79号石垣港伊原間線
- 80 沖縄県道80号東大宜味線（1993年に国道331号編入で廃止）
- 81 沖縄県道81号宜野湾北中城線
- 82 沖縄県道82号那覇糸満線
- 83 沖縄県道83号保良西里線
- 84 沖縄県道84号名護本部線
- 85 沖縄県道85号沖縄環状線
- 86 沖縄県道86号南風原知念線
- 87 沖縄県道87号富野大川線
- 88 沖縄県道88号屋嘉恩納線
- 89 沖縄県道89号久米島空港真泊線
- 90 沖縄県道90号下地島空港佐良浜線
- 91 沖縄県道(91号)本部循環線（1993年まで路線番号は71だった[要検証 – ノート]）
- 92 - 100 （欠番）

### 101 - 200
- 101 - 103 （欠番）
- 104 沖縄県道104号線
- 105 - 107 （欠番）
- 108 沖縄県道108号線（1993年に主要地方道・沖縄県道71号名護宜野座線編入で廃止）
- 109 （欠番）
- 110 沖縄県道110号線
- 111 - 113 （欠番）
- 114 沖縄県道114号線
- 115 沖縄県道115号線
- 116 沖縄県道116号線（1993年に主要地方道・沖縄県道84号名護本部線昇格で廃止）
- 117 沖縄県道117号線（1976年に主要地方道・沖縄県道72号名護運天港線昇格で廃止）
- 118 沖縄県道118号線
- 119 - 122 （欠番）
- 123 沖縄県道123号線
- 124 沖縄県道124号線（1993年に国道505号昇格で廃止）
- 125 沖縄県道125号線
- 126 （欠番）
- 127 沖縄県道127号線（1982年に主要地方道・沖縄県道82号那覇糸満線昇格で廃止）
- 128 沖縄県道128号線
- 129 （欠番）
- 130 沖縄県道130号線
- 131 沖縄県道131号線
- 132 - 133 （欠番）
- 134 沖縄県道134号線
- 135 - 136 （欠番）
- 137 沖縄県道137号佐敷玉城線
- 138 沖縄県道138号線
- 139 沖縄県道139号線（2007年に主要地方道・沖縄県道77号糸満与那原線に編入で廃止）
- 140 - 145 （欠番）
- 146 沖縄県道146号線
- 147 - 152 （欠番）
- 153 沖縄県道153号線
- 154 （欠番）
- 155 沖縄県道155号線
- 156 - 171 （欠番）
- 172 沖縄県道172号瀬底健堅線
- 173 沖縄県道173号久米島一周線（1993年に主要地方道・沖縄県道89号久米島空港真泊線昇格で廃止。1995年指定の沖縄県道245号久米島一周線とは別路線）
- 174 沖縄県道174号久米島飛行場線（1993年に主要地方道・沖縄県道89号久米島空港真泊線昇格で廃止）
- 175 沖縄県道175号兼城港線
- 176 沖縄県道176号真泊港線（1993年に主要地方道・沖縄県道89号久米島空港真泊線昇格で廃止）
- 177 沖縄県道177号諸見勢理客線
- 178 沖縄県道178号仲田伊是名線
- 179 沖縄県道179号田名野甫線（1980年の路線再編と野甫大橋開通まで田名島尻線だった）
- 180 沖縄県道180号伊江川平線
- 181 沖縄県道181号伊江島空港川平線
- 182 沖縄県道182号北南線（1980年の路線再編までは南大東港線で区間が変更された）
- 183 沖縄県道183号南大東飛行場線
- 184 沖縄県道184号北大東港線
- 185 沖縄県道185号粟国港線
- 186 沖縄県道186号渡嘉敷港線
- 187 沖縄県道187号座間味港線
- 188 沖縄県道188号渡名喜港線
- 189 沖縄県道189号平良狩俣線（1982年一部区間が主要地方道・沖縄県道83号保良西里線に編入、1985年に廃止され沖縄県道230号池間大浦線に編入）
- 190 沖縄県道190号平良新里線
- 191 沖縄県道191号与那覇上地線
- 192 沖縄県道192号平良久松港線
- 193 （欠番）
- 194 沖縄県道194号鏡原増原線（2017年3月31日に路線廃止、宮古島市に移管）
- 195 沖縄県道195号野原越七原線（2017年3月31日に路線廃止、宮古島市に移管）
- 196 沖縄県道196号保良西里線（かつては南静園線だった。1982年に沖縄県道83号保良西里線として主要地方道に昇格）
- 197 沖縄県道197号嘉手苅屋原線
- 198 沖縄県道198号根間地与那節線
- 199 沖縄県道199号福里保良線
- 200 沖縄県道200号川満山中線（2017年3月31日に路線廃止、宮古島市に移管）

### 201以降
- 201 沖縄県道201号友利線
- 202 沖縄県道202号宮国線
- 203 沖縄県道203号国仲佐良浜線（1993年に主要地方道・沖縄県道90号下地島空港佐良浜線昇格で廃止）
- 204 沖縄県道204号長山港佐良浜港線
- 205 沖縄県道205号多良間多良間港線
- 206 沖縄県道206号平野伊原間線
- 207 沖縄県道207号川平高屋線
- 208 沖縄県道208号石垣浅田線
- 209 沖縄県道209号大浜富野線
- 210 沖縄県道210号小浜港線
- 211 沖縄県道211号新川白保線
- 212 沖縄県道212号真栄里大川線（1993年に主要地方道・沖縄県道87号富野大川線昇格で廃止）
- 213 沖縄県道213号黒島港線
- 214 沖縄県道214号石垣空港線
- 215 沖縄県道215号白浜南風見線
- 216 沖縄県道216号与那国島線
- 217 沖縄県道217号与那国港線
- 218 （欠番）
- 219 沖縄県道219号渡久地港線
- 220 沖縄県道220号那覇外環状線（1980年に指定されたが、1982年に沖縄県道82号那覇糸満線として主要地方道に昇格、僅か2年で廃止）
- 221 沖縄県道221号那覇内環状線
- 222 沖縄県道222号真地泉崎線（2021年4月1日路線認定[3]。それまでは沖縄県道222号真地久茂地線だったのを終点区間を変更[4]）
- 223 沖縄県道223号魂魄之塔線
- 224 沖縄県道224号具志川環状線
- 225 沖縄県道225号伊江島環状線
- 226 沖縄県道226号下地島空港線（1993年に主要地方道・沖縄県道90号下地島空港佐良浜線昇格で廃止）
- 227 沖縄県道227号沖縄県総合運動公園線
- 228 沖縄県道228号沖縄環状線（1993年に沖縄県道85号沖縄環状線として主要地方道に昇格。全線開通は昇格から22年後の2015年）
- 229 沖縄県道229号屋嘉恩納線（1993年に沖縄県道88号屋嘉恩納線として主要地方道に昇格）
- 230 沖縄県道230号池間大浦線
- 231 沖縄県道231号那覇空港線
- 232 沖縄県道232号玉城知念線（1993年に主要地方道・沖縄県道86号南風原知念線昇格で廃止、全線開通は主要地方道昇格後の2002年）。
- 233 沖縄県道233号塩川仲筋線（2013年3月15日沖縄県告示第169号により廃止。多良間村に移管）[5]。
- 234 沖縄県道234号漢那松田線
- 235 沖縄県道235号保良上地線
- 236 沖縄県道236号玉城那覇自転車道線（沖縄のみち自転車道）
- 237 沖縄県道237号伊計屋慶名線（1991年に指定されたが1993年に主要地方道・沖縄県道10号伊計平良川線昇格、僅か2年で廃止）
- 238 沖縄県道238号浜比嘉平安座線
- 239 沖縄県道239号与那城具志川線
- 240 沖縄県道240号南風原与那原線
- 241 沖縄県道241号宜野湾南風原線
- 242 沖縄県道242号宇根仲泊線
- 243 沖縄県道243号高野西里線
- 244 沖縄県道244号渡久地山入端線
- 245 沖縄県道245号久米島一周線
- 246 沖縄県道246号城辺下地線
- 247 沖縄県道247号古宇利屋我地線
- 248 沖縄県道248号屋我地仲宗根線
- 249 沖縄県道249号東風平豊見城線
- 250 沖縄県道250号糸満具志頭線
- 251 沖縄県道251号那覇宜野湾線
- 252 沖縄県道252号平良下地島空港線
- 253 沖縄県道253号浦西停車場線（2014年4月22日路線認定[6]）
- 254 沖縄県道254号幸地インター線（2014年4月22日路線認定[6]）
- 255 沖縄県道255号石川池原線（2016年3月29日路線認定[7]）
- 256 沖縄県道256号豊見城糸満線（2017年3月31日路線認定[8]）
- 257 沖縄県道257号慶良間空港阿嘉線（2021年4月20日路線認定[9]）